# Białystocká církevní provincie

Białystocká církevní provincie

Białostocká církevní provincie je jedna z čtrnácti církevních provincií římskokatolické církve na území Polské republiky.
Byla vytvořena dne 25. března 1992 papežskou bulou Totus Tuus Poloniae populus z částí Polska nacházejících se do té doby formálně ve Vilniuské církevní provincii.
Území provincie se člení na tyto diecéze:
- Arcidiecéze białystocká (vznik 1991 z polské části arcidiecéze vilniuské; do 1992 část Vilniuské církevní provincie)
- Diecéze drohiczynská (vznik 1991 z polské části diecéze pinské; do 1992 část Vilniuské církevní provincie)
- Diecéze lomžanská (vznik 1925; do 1992 část Vilniuské církevní provincie)

V čele Białystocké církevní provincie stojí arcibiskup-metropolita białostocký, v současnosti (od roku 2006) Edward Ozorowski.